# Zagore
Zagore (em búlgaro:  Загоре), também Zagorie, Zagora e Zagoria, era uma região vagamente definida da Bulgária medieval. O nome é de origem eslava e significa "além das [sul] montanhas". O nome da região foi citado como Ζαγορια em grego medieval (em búlgaro antigo, Загорїа) quando ela foi cedida para o Primeiro Império Búlgaro pelo Império Bizantino durante o reinado de Tervel no início do século VIII (Tratado de 716). Pelo contexto, presume-se que Zagore seria uma região no nordeste da Trácia.
Durante o Segundo Império Búlgaro, a região também foi mencionada na "Escritura de Dubrovnik" de João Asen II (pós-1230) que dava permissão aos comerciantes ragusanos de negociar suas mercadorias em território búlgaro, entre eles "toda Zagore" (пѡ всемѹ Загѡриѹ).
Documentos venezianos do século XIV se referem a Zagora como sinônimo para Bulgária (ex.: "partes del Zagora, subditas Dobrotice" num documento de 14 de fevereiro de 1384). De forma similar, fontes ragusanas posteriores evidenciam, de forma regular, a importação constante de cera zagorana de alta qualidade (cera zagora, soletrada como zachori, zaura, zachorj e zacora) da Bulgária, geralmente comprada em Sófia.
Hoje, o nome da região ainda subsiste nos topônimos Stara Zagora ("Zagora Antiga", uma grande cidade no nordeste da Trácia, a capital da província de Stara Zagora, e Nova Zagora, uma cidade na província de Sliven.